# Iglesia de San Juan el Teólogo
Iglesia de San Juan el Teólogo (en griego: Εκκλησία Αγίου Ιωάννου του Θεολόγου, Ekklisia Ayíou Ioánnou tou Theológou) es una iglesia ortodoxa griega y un monumento protegido en Hora de Citnos, Grecia.

## Ubicación y descripción
San Juan el Teólogo se sitúa en el barrio de Panochori, cerca de la plaza Mazaraki. Es un ejemplo típico de la arquitectura eclesiástica de Citnos y ha sido clasificada como monumento histórico. La iglesia es de diseño bizantino, con una sala cruciforme con cúpula, un altar tallado en madera, una notable hagiografía e iconos post-bizantinos.  En el lado exterior sur, sobre la entrada sur, hay un reloj de sol montado en la pared.

## Datos históricos
Fue renovada en 1846 a expensas del sacerdote y profesor Georgios Aisopidis. En esa época, la iglesia de San Juan el Teólogo fue decorada con frescos. Se enriqueció con lujosos vasos sagrados del arte eclesiástico ruso, a expensas del sacerdote Meletius Vayanellis, que por aquel entonces residía en Kiev. Hay dos iconos del artista Dimitrios Halkiotis.
Uno de ellos representa el Apocalipsis de San Juan el Teólogo, en estado de devoción. El otro icono representa a la Virgen María con Jesús en brazos, Isabel, Juan, Santa Ana y María. Jesús, María y Juan están representados como niños. La característica principal de este icono es que los santos no están sentados en un trono, como es habitual, sino que están caminando. El icono se caracteriza por sus colores vivos.